# Гарм (стадіон)
Стадіон «Гарм» (тадж. Варзишгоҳи «Гарм») — багатоцільовий стадіон у містечку Гарм Раштського району Республіки Таджикистан. Знаходиться у південній частині містечка Гарм, біля берега річки Сурхоб. Стадіон вміщує 3 тисячі глядачів. Побудований і відкритий не пізніше 1990 року. У різні роки на цьому стадіоні проводили свої домашні матчі різні футбольні клуби містечка та району. 
Під час громадянської війни в Таджикистані у 90-х роках стадіон сильно постраждав і у 2000-х роках був частково реконструйований. Зараз на стадіоні крім футбольних матчів, проводяться різноманітні спортивні турніри та заходи, а також міські свята та виступи.